# 韋特雷
韋特雷（羅馬化：Vetly）是烏克蘭的村落，位於該國西部沃倫州，由卡明-卡希尔斯基区柳貝希夫市鎮負責管轄，始建於1366年，面積43.25平方公里，海拔高度148米，2001年人口1,826，人口密度每平方公里42.22人。